# NGC 5857
NGC 5857 is een balkspiraalstelsel in het sterrenbeeld Ossenhoeder. Het hemelobject werd op 27 april 1788 ontdekt door de Duits-Britse astronoom William Herschel.

## Synoniemen
- UGC 9724
- MCG 3-39-4
- ZWG 106.5
- KCPG 455A
- PGC 53995